# Ляпина, Наталья Викторовна
Наталья Викторовна Ляпина (Даценко) (укр. Наталія Вікторівна Ляпіна(Даценко), родилась 14 мая 1976 года в Киеве) — украинская гандболистка, бронзовый призёр летних Олимпийских игр 2004 года в составе сборной Украины. Заслуженный мастер спорта Украины.

## Биография
Известна по выступлениям за команды «Спартак» (Киев), «Мотор» (Запорожье), «Налоговая академия» (Ирпень) и «Альмерия» (Испания)
В составе сборной Украины долгое время Наталья Ляпина была капитаном. С точки зрения главного тренера сборной Украины Леонида Ратнера, Наталья была идеальным «волнорезом» (то есть крайним), но при этом практику выступления на такой позиции могла получать только в сборной. Бронзовый призёр Олимпийских игр 2004 года, награждена орденом княгини Ольги III степени.
Участвовала в 2013 году в международном проекте DO LIKE OLYMPIANS, спонсированным компанией Coca-Cola, а также в марафоне по случаю проводов сборной Украины на Европейские игры 2015. Проживает в Броварах, где проводит занятия-тренировки для детей. Воспитывает двоих дочерей.